# Hieracium auriculoides
Hieracium auriculoides là một loài thực vật có hoa trong họ Cúc. Loài này được Lang mô tả khoa học đầu tiên.